# Peter Gundermann
Peter Gundermann (* 18. April 1944 in Ohrdruf) ist ein deutscher Politiker (SPD) und ehemaliger thüringischer Landtagsabgeordneter.

## Leben und Beruf
Gundermann ist verheiratet und hat zwei Kinder. Nach dem Abitur wurde er 1963 Chemiefacharbeiter. Im Jahr darauf begann er ein fünfjähriges Pharmaziestudium in Greifswald. Ab 1969 arbeitete er als wissenschaftlicher Assistent und promovierte an der Ernst-Moritz-Arndt-Universität Greifswald. Ab 1972 war er Apotheker in Gräfenroda und später in Arnstadt und wurde zwei Jahre später Abteilungsleiter in der Arzneimittelherstellung. Im Jahr 1990 nahm er eine Tätigkeit als Krankenhausapotheker auf.

## Politik
Noch im Jahr der Wiedervereinigung wurde Gundermann Mitglied des Ersten Thüringer Landtags. Nach seiner Wiederwahl 1994 schied er Ende April 1996 als Abgeordneter aus dem Landtag aus, da er von diesem in der 35. Sitzung zum Vizepräsidenten des Thüringer Rechnungshofs (TRH) gewählt wurde (von 69 gültigen Stimmen: 64 Ja-Stimmen, 4 Nein-Stimmen, 1 Enthaltung). 
Er gehörte zu den Gründungsmitgliedern der SPD in Arnstadt. Er war stellvertretender Kreisvorsitzender des Kreises Arnstadt (ab 1994 Ilm-Kreis) und gehörte dem Kreistag an. Er hatte außerdem den Vorsitz des Rechnungsprüfungsausschusses inne.